# 猫目小僧
『猫目小僧』（ねこめこぞう）は、楳図かずおの漫画。

## 概要
- 1967年 - 1968年、『少年画報』連載。
- 1968年、『少年キング』連載。
- 1976年、『妖怪伝 猫目小僧』としてテレビアニメ化 、合わせて『少年サンデー』にて連載。
- 2006年6月、石田未来主演、井口昇監督で映画化（『猫目小僧 (映画)』）。

## ストーリ ー
猫又の子として生まれながら、人間に近い風貌であったことから捨てられた猫目小僧。ひとり旅をする彼は、行く先々でさまざまな事件に遭遇する。あてもなく旅をして、誰かの家の天井裏などに勝手に住んでいる。正義の味方ではないが、妖怪による事件に巻き込まれて、結果、人助けをすることもある。
パターンとしては
1. 住んで居た家の住人が妖怪に狙われ、一宿一飯の恩返しに、妨害した結果、敵と認識され、戦いになる。
2. 人間に恨みを持つ妖怪に、復讐に利用されそうになり、逆らって戦いになる。
3. 人間への復讐に邪魔な存在と認識され、攻撃されて、防衛の為に戦う。

といった感じである。
アニメでは、行方不明の母親を探すため、旅をしており、助けてくれた人々を守ったり、復讐（妖怪に殺されてしまう場合も多い）のために妖怪と戦うパターンが多い。

## 登場人物
猫目小僧
妖怪猫又と人間の女性の間に生まれた妖怪。いわゆる半妖怪と扱われることはないが、外見はその名の通り、猫の目をした7歳から10歳位の少年といった姿をしている。黒か茶色の半ズボンとシャツを身に着けており、武器である足の爪を何時でも使えるよう、靴は履かず、爪先の破れた靴下を履いている。
漫画では、生まれた時に母は死亡、あまりにも外見が人間に似すぎているとの理由で殺されそうになる。父は我が子が殺されるのを見ていられず、他の妖怪の手から取り戻して人間に預けて、行方不明となる。
アニメでは逆に、父の猫又が殺されて、赤ん坊の猫目小僧は捨てられ、母は生き残るが、行方不明になる。
性格はクールで、自分に害がなければ積極的に妖怪と戦うことはないが、弱者には優しさを見せる場合もある。
吉野義一
多由
ミツグ
水まねき
美々
大台の一本足
千手観音
肉玉
ないない
不死身の男
みにくい悪魔
妖怪博士
たくみ
ちひろ
モトム
鉄司

## 猫目小僧の能力
- 身体能力
猫族の持つ、瞬発力、跳躍力、高い所から飛び降りる能力、バランス感覚、視覚、嗅覚などを持つ。
- 爪攻撃
手指、足指に鋭い爪があり、人間や妖怪の体を引き裂く程の攻撃力がある。
- 眼力
目の力で一種の幻術を使って、自分の分身を作り出したり、幻を見せる能力がある。ただし、同様の能力を持つ妖怪には逆に幻術を掛けられるなどして失敗することもある。
- 体液毒化
汗、唾、涙、血液、尿を自由に毒液に変える事が出来る。人間には致命的な効果があり、妖怪にも相当なダメージを与えることが出来る。
- 怪我の治療能力
外傷を舐めることで自分や他人の傷を短時間で治すことが出来る。ただし、刃物や銃弾には効果が薄いらしい。
- 猫を操る
猫の言葉を理解し、近所にいる猫を呼び集め、使役することが出来る。ただし、完全にコントロール出来る訳ではなく、強敵に出会った時には猫たちは逃げだしている。

## 単行本
- 『猫目小僧』全3巻　キングコミックス 1969年 少年画報社
- 『猫目小僧』全5巻　少年サンデーコミックス 1976年 - 1977年 小学館
- 『猫目小僧』全5巻　サンコミックス 1982年 朝日ソノラマ
- 『猫目小僧』全3巻　サンワイドコミックス 1986年 朝日ソノラマ
- 『猫目小僧』全2巻　スーパー・ビジュアル・コミックス 1991年 小学館
- 『【UMEZZ PERFECTION!6】猫目小僧』全2巻　2006年 小学館

## テレビアニメ
1976年4月1日から9月30日まで東京12チャンネルで放送された。
主題歌「猫目小僧」は原作者・楳図かずおが作詞作曲している。

## 映画
2006年6月10日に公開。主演は石田未来、監督は井口昇。

## 幻の映画化企画
『蛇娘と白髪魔』（1968年）に続く楳図漫画の映画化シリーズとして、1969年（昭和44年）に大映東京撮影所で実写映画化の企画があった。